# São Gonçalo (Río de Janeiro)
São Gonçalo (San Gonzalo) es un municipio brasileño del estado de Río de Janeiro. Se localiza a una latitud de 22º49'37" S y a una longitud de 43º03'14" O, estando a una altitud de 19 metros sobre el nivel del mar. Su población estimada para el año 2016 era de 1 044 058 habitantes, siendo la segunda ciudad más poblada del estado, después de la ciudad de Río de Janeiro, y la 16° más poblada del país. 
El municipio de São Gonçalo fue fundado el día 6 de abril de 1579 por el colonizador portugués Gonçalo Gonçalves. El 22 de septiembre de 1890, el entonces distrito de São Gonçalo fue emancipado del de Niterói, pasando a tener un desarrollo considerable.
En los inicios de su fundación, en el siglo XVI, São Gonçalo era habitado por los indios tamoios, cuyos dominios se extendían hasta Angra dos Reis. Su desmembramiento, iniciado hacia finales del siglo XVI, fue efectuado por los jesuitas, que instalaron una hacienda a comienzos del siglo XVII un Colubandê (actuales márgenes de la carretera RJ-104).
En 1646, la localidad que ya ocupaba una superficie de 52 km², con unos 6000 habitantes, fue transformada en freguesia.
Para el año 1860, cerca de treinta ingenios ya estaban exportando azúcar a través de los puertos de Guaxindiba, Boaçu, Porto Velho y Pontal de São Gonçalo. Los más importantes de esa época eran las haciendas de Engenho Novo y Jacaré, ambas propiedad del barón de São Gonçalo.
El 22 de septiembre de 1890, el distrito de São Gonçalo fue emancipado políticamente de Niterói, a través del decreto estatal n.º 124. En 1892, un nuevo decreto volvería a anexar a São Gonçalo a Niterói, por el breve periodo de siete meses.